# 獵魔戰記
《獵魔戰記》是八木教廣創作的日本漫畫作品，2001年7月开始在《月刊少年Jump》連載，2007年11月后改為在《Jump Square》連載。日语原名意為蘇格蘭闊刃大劍（Claymore）。

## 故事大綱
『自古妖魔侵入人類的世界，化作人形並以啃食人類的內臟為生』，這只是『組織』所製造出來的妖魔口述的謊言，對妖魔束手無策的人們唯有求助於有著半人半妖的身分，帶著巨劍且以斬殺妖魔為業的銀眼戰士，畏懼並害怕她們的人們將其稱為Claymore（大劍、銀眼魔女、妖魔獵人）。
戰火大陸上有無數的種族和國家，因為土地和野心爆發無數場戰爭，北方某個國家將自稱「龍之末裔」（雌雄同體，原始姿態即有人類兩倍大，有200年壽命，且不會衰老）擁有堅硬外皮的非人種族，拉攏為同伴而掌握了戰爭的優勢，約一世紀前因兼併和結盟中於形成南北兩大勢力爭奪霸權，南方聯邦為了對抗擁有龍族助陣的北方帝國，設立『組織』並緊急開發出讓人類變化為怪物的妖魔兵器，可是因為兵器過於強大和無理性經常毀滅掉自己的軍隊，所以研發新妖魔兵器的研究遷移到遠離大陸的一座大海島上，也就是Claymore故事中分為47區的妖魔大陸。
第一代的大劍是由男性戰士組成，即是北方之王伊士利，銀眼獅子王（里加魯特）和達夫等人，由於戰鬥時的妖力解放某程度上與性快感相似，因此對性欲渴求較強之男性一旦解放妖力就容易失控，大多數的男戰士都在實驗不久後失控覺醒了。排名越低的男性大劍，身心歷練越低則越早覺醒。排名高的大劍都緊隨其後。第二代戰士組織改由女性擔任，第一位女戰士，就是最年幼的深淵覺醒者莉芙路。

## 登場人物

### 主要人物
克蕾雅（Clare，配音員：桑島法子）
排名47（最後一名），身高170cm，擅長右手，攻擊型。
故事的女主角，半人半妖的戰士。幼年時父母被偽裝成哥哥的妖魔殺害，加著自己曾被妖魔長期虐待，因而性格自我封閉，失去了語言、歡樂，直到被微笑的泰莉莎解救，便死跟着泰莉莎一同旅行。後來泰莉莎大意下被覺醒後的普莉西亞殺死，克蕾雅拿着泰莉莎被斬下的首級，要求組織把泰莉莎血肉植入她體内，成為大劍，目的是想親手殺死獨角怪物──普莉西亞。
由於植入戰士半人半妖的血肉而非純正妖魔，只有四分一妖魔血統所以妖力很弱，但其實繼承了泰莉莎擅長感覺對手妖氣流動，預知對方的攻勢之能力。其後數次瀕臨覺醒邊緣而成功變回原形，成為了半覺醒者後妖力漸漸提升，被歐菲莉雅砍下右臂後接上伊妮莉的右臂並學會了高速劍，其實力不下於個位排名大劍。在艾比德村守衛戰後存活下來，學會前No.8芙蘿拉的風斬，這數年的時間一直在尋找拉基的蹤影，因與拉花娜覺醒體融合成為「生命捕食者」並與普莉西亞戰鬥，曾與普莉西亞合體成結晶，其後復甦。
與普莉西亞進行最後對決時回想起拉花娜的殘餘意識的提醒，理解到不應由自己的身體覺醒，而是令體內的泰莉莎之血肉覺醒，自己就作為覺醒後的泰莉莎之精神支柱，達到遠遠超越雙子戰士的精神同調之上的精神合一。
拉基（Raki，配音員：高城元氣）
男主角之一，因親人被妖魔殺掉令村人恐懼而被村人放逐，後被克蕾雅撿到而與克蕾雅同行……和克蕾雅有着相似的過去，擅長烹調。拉基在北方遇到普莉西亞和伊士利，普莉西亞很喜歡他身上的氣味。北方之戰後多年，已鍛鍊出健碩的體魄及敏捷的身手，並從伊士利身上習得純熟的劍法。現手持大劍，及穿上劍士裝束，有斬殺妖魔的能力，與普莉西亞一起四處漂泊，遭遇拉花娜覺醒體攻擊後，身體遭到侵蝕，普莉西亞給予其一支手臂阻止侵蝕當做餞別禮，後被組織帶回當做實驗體觀察，趁著米莉雅攻進組織時逃出來，帶領領訓練生逃出組織後與其相遇，前往聖都，解除了克蕾雅的封印，後與普莉西亞以人類力量對決，敗北後假裝離去，在關鍵時刻給予普莉西亞一劍。
泰莉莎（Teresa）
（第77期第182號訓練生）當時排名No.1，身高180cm，擅長右手，攻擊型。
本作的傳奇人物，傳言她斬殺妖魔時一直面帶微笑，所以被稱為微笑的泰莉莎。但其實這是誤解，之所以被稱為微笑的泰莉莎，是因為本人實力極高，是組織歷史上最強的No.1, 斬殺妖魔時從不需要解放妖力。曾經對戰被降格至No.2 的羅絲瑪利覺醒體及瀕臨覺醒邊緣之No.2 普莉西亞兩場戰鬥中，曾解放10%只改變雙瞳顏色程度之妖力，已經壓倒性取勝。面容不會因為解放過多妖力而變得面目猙獰，始終帯着如娃娃般神色自若的笑容，故被稱成微笑的泰莉莎。後來因盜賊團屠村並企圖擄走小克蕾雅，憤怒的泰莉莎斬殺所有盜賊也因此犯下不能殺人此一組織鐵則，在肅清時砍傷同伴就此背離組織。後組織派遣No.02~05的戰士討伐，但均被泰莉莎擊敗，最後因為對妖魔化的普莉西亞心軟，被其偸襲砍下首級，結束傳奇的一生。之後因克蕾雅以體內的泰莉莎為核心覺醒。在漫畫151話中，用言語刺激被普莉西亞吸收的卡珊德拉，使其脫離了普莉西亞。之後，與對方展開一對一的決鬥，並以壓倒性的實力擊敗了卡珊德拉。
在外傳中，她單單解放了改變瞳孔顏色程度的妖力便輕鬆擊敗了前NO.1的覺醒體羅斯瑪麗，充分表現出其強橫的戰鬥力；

與劇中其他因為對妖魔持有異常強烈怨恨或悲慘經歷，變成戰士後那份強烈情感轉化為強大力量泉源（例如：普莉西亞、米婭妲）有所不同，泰莉莎自幼被親人賣給組職，在無選擇餘地下成了組職的戰士見習生，並沒有對妖魔持有怨恨，而在拉花娜的回憶中，還是訓練生的她，就可以獨自翹掉訓練並經過滿是妖魔、野獸的道路到達最近的城鎮，不僅不沾汙垢還經常如此的她，可見泰莉莎的實力確實源自於本人極為優異的天賦。
普莉西亞（Priscilla，配音員：久川綾）
身高165cm，擅長手，攻擊型。
組織前排名No.2，身高165cm，剛受封不久就參與討伐泰莉莎行動，對組織的使命感非常強烈，受不住被泰莉莎擊敗的心理創傷而情緒失控，導致妖氣暴走。其後再與泰莉莎一戰但再次戰敗，假裝要求對方賜予一死卻乘機偷襲。結果泰莉莎被斬首，自身最終成為覺醒者而把同伴殺掉後離去。
後來打敗了北方的伊士利，但戰鬥後，其精神狀態並不穩定，出現部份記憶喪失症狀，回溯到成為戰士之前的記憶(幼兒化)。後來在北方之地的小村落巧遇拉基，不知為何喜歡拉基身上的氣味（實際上是克蕾雅剩餘之氣味，即是其一生之勁敵～泰莉莎之氣味），數年來與長大成人的拉基一起四處漂泊旅行，而後遇到拉花娜的覺醒體攻擊，察覺拉基身上氣味的源頭，以覺醒體前往企圖找回失去的記憶，與克蕾雅和拉花娜覺醒體的結合體--捕食者」戰鬥後，後連同克蕾雅一同變為結晶，在拉基解除了克蕾雅的封印後與捕食者展開激戰。
解除了結晶後，馬上和聖都外的醒覺者戰鬥，實力弱的全部死在其攻擊之下，較強的醒覺者及時離去保命。
不久後和莉芙路與達夫之合體交戰，初時處於下風。真正的目的是借對方之手把身體內殘留的生命捕食者遺骸排除，排除後恢復原來的戰力，隨即擊潰對方。
普莉西拉比其他深淵者強出數個層次的原因是其體對妖魔異常病態的仇恨心及對身體有妖魔血肉的強烈厭惡；
雖然大多數之戰士都有類似之背景，但普莉西拉之情況有別。
年幼普莉西拉居住之村莊每晚都有村民被妖魔殘殺吞噬，但由於妖魔有幻化為人類外表之能力，但村民又欠缺金錢僱用可以看穿妖魔身份之大劍來討伐妖魔，於是村民就想出把逐家逐户禁閉兩星期之久，妖魔會在禁閉期間無法忍受食人之飢餓而露出真面目，到時由家人負起把扮成家人之妖魔斬殺的任務。
其後普莉西拉在某個被禁閉之晚上發現自己的【父親】把全家人殺死及吞食，普莉西拉於是手執長劍斬向〈以為是〉【假扮成父親之妖魔】。但斬殺之瞬間，普莉西拉意識到對方並不是【假扮成父親之妖魔】，其實是【變成妖魔之親生父親】。
之後由於屋外的村民嗅到屋內之屍臭味不願靠近救援，於是普莉西拉被困在家中被飢渴煎熬，獨自面對家人，妖魔父親的屍體及屍臭，最後在萬念俱灰之求生本能驅使下把親生父親之妖魔血肉放入口中充飢。一個月後，組織之戰士路過把普莉西拉救出，而當時普莉西拉已經把父親屍體吞食了一半以上。這段噁心而悲慘的回憶成了普莉西拉潛意識中極端力量之泉源。
從達耶口中得知自己早已封印的記憶，隨即揮劍斬下達耶，但達耶死前已分析出普莉西拉從來不會捕食人類女孩之原因。
普莉西拉當日覺醒之瞬間，人類意識消逝前之最後願望，就是求死解脫，結束絕望的一生。因此在潛意識之最深處刻下在其「視線範圍內看不見小女孩」的咒縛，渴望終有一日會有「小女孩」成長為出色的戰士，了結自己。克妮雅當年因此而逃過一劫。
【根據米莉亞與及達耶解說，妖魔其實與戰士一樣是組織之產品。
組織把某高等種族之血肉改造成一種寄生生物，再植入人類腦部，人就會變成妖魔。之後把妖魔血肉再植入人體，就是半人半妖的戰士。】
對妖魔父親滅絕家人的悲慘經歷，自行吞食妖魔父親成為半人半妖戰士，兩者產生的矛盾在身體內對立及融合從而產生出瘋狂的強力。對世間之憎惡源源不絕成了其力量泉源。
根據最後泰莉莎所言，名叫普莉西亞的人早已被其產生的憎惡之力吞沒，現在所見的普莉西拉實際上是憎惡具現化後，以普莉西拉之名製造出來的人形容器而已，僅餘下零碎的記憶及情感。  漫畫13話中描寫。
最後和成為了泰莉莎的克蕾亞戰鬥，被擊敗後不再憎惡並向她道歉，消散。

### 北之戰亂-艾比德村守衛戰時期的戰士
阿莉希亞（Alicia）──特殊型
組織排名No.01，身高180cm，別名黒之阿莉希亞，與貝絲是雙胞胎姊妹，穿著特殊的黑色裝備。在艾比德村淪陷後，迎戰前來攻打組織的覺醒者，亞莉斯亞以覺醒體的狀態將進犯的11隻男性覺醒者在極短的時間內將其全數誅殺，展現出超群的實力。七年後，在被組織派往西之地討伐深淵者利芙爾時被普莉西亞殺害。
貝絲（Beth）──特殊型
組織排名No.02，身高180cm，是阿莉希亞的雙胞胎妹妹，穿著特殊的黑色裝備。在艾比德村淪陷後，與姐姐一同迎擊複數的覺醒者。在戰鬥中位於後方位置，以精神同調的方式控制著姐姐──阿莉希亞的精神，以免其因覺醒而失控。副作用是戰鬥結束後，顯得非常虛弱。七年後，在被組織派往西之地討伐深淵者利芙爾時被露希愛拉─拉法愛拉的融合體碎片擊中，失控後覺醒，被普莉西亞殺害。
卡拉蒂雅（Galatea，配音員：折笠愛）──防禦型
組織排名No.03，身高185cm，稱號為「神眼」，多負責監視工作。在戰士的歷史上其遠距感知妖氣的的能力是最出類拔粹的之人。擁妖氣同調的能力，雖然不能完全操控對手的行動，但卻能打亂對手的攻擊。雖說是防禦型，但卻能將妖力量上升到為攻擊型戰士的水平，妖力解放時的上升率為同時期戰士中最高的一人。在艾比德村守衛戰時奉命監視參戰的戰士與進犯的覺醒者動態，組織的本部保衛戰結束後，脫離組織隱居於聖都，為了不讓人們查覺身分，因此自廢雙目，自願守護聖都。
奧菲莉雅（Ophelia，配音員：篠原惠美）──攻擊型
組織排名No.04，稱號是波紋的奧菲莉雅。其絕技是波紋劍──利用全身的柔軟度來構成的必殺技。將劍高速的揮動，並配合非比尋常手腕變化，令劍產生如蛇般的扭動。因自小親人被覺醒者殺害，而對獵殺覺醒者有異常的執著，後來因見到克蕾雅有著覺醒者的氣味，對克蕾雅展開攻擊，克蕾雅危急之時遇上了伊蕾涅，被伊蕾涅的高速劍擊中而重傷，在受重傷且情緒失控下解放妖氣成為覺醒者，當知道自己為覺醒者後已無心戀戰，最後故意被克蕾雅殺死，將精神寄托給克蕾雅。
拉法愛拉（Rafaela，配音員：雪野五月）──攻擊型
組織排名No.05，擅長隱藏妖氣，為南之深淵露希愛拉的妹妹，前任的NO.02。因精神同調時未能控制到變成覺醒體的姐姐露希愛拉，被露希愛拉弄瞎左眼，此後脫離組織隱居。普莉西拉覺醒事件後，被遊說重新加入組織，主要任務為肅清叛亂者。北之戰亂時被授命監視艾比德村的戰士，艾比德村淪陷後即南下到南方之地，與露希愛拉融合成為「生命捕食者」。在失蹤之前是組織還存活的戰士中，最年長者。
蜜莉雅（Miria，配音員：井上喜久子）──攻擊型
組織排名No.06，身高175cm，稱號為幻影之米莉雅。其絕技為幻影-利用瞬間加速以極快的神速斬殺敵人。其團體戰中的領導能力極為出色，為喻為團戰中的NO.01。因受到好友死亡的剌激，內心埋下了反叛組織的念頭。在北之戰亂中統率24名戰士對抗北方的覺醒者，為北之戰亂的倖存者之一。七年後，領導策反組織，前往聖都，解除了克蕾雅的封印。
伊娃（Eva）
組織排名No.07，原固守北方地區，她所帶領的隊伍與進犯的覺醒者展開了前哨戰，全隊被殲滅，戰死。
芙蘿拉（Flora，配音員：松來未佑）──攻擊型
組織排名No.08，身高180cm，稱號為斬風之芙蘿拉，其劍速在戰士中是屬一屬二快者，在艾比德村與克蕾雅比試劍技，雙方各勝壇場。北之戰亂中率領所屬小隊對抗覺醒者，後被銀眼獅王里加魯特所殺，戰死。
珍（Jean，配音員：三石琴乃）──攻擊型
組織排名No.09，身高175cm，稱號為螺旋劍之珍，其絕技螺旋劍之突剌為大劍中最強者，率領所屬小隊到澤高盧古堡深處討伐妖魔時遇上了西之莉芙路，受重傷的情況下成為覺醒體，後被趕來救援的克蕾雅使用妖氣同調拉回人形。在北之戰亂中率領所屬小隊對抗覺醒者，後被銀眼獅王重傷，為了救回瀕臨覺醒狀態的克蕾雅，犧牲了自己的性命。
溫蒂妮（Undine，配音員：石塚理惠）──攻擊型
組織排名No.11，使用雙劍的戰士，是組織戰士中唯一使用雙劍之人。在艾比德村與迪維交心，統率所屬小隊對抗覺醒者，後被銀眼獅王所殺，戰死。
維羅妮卡（Veronica，配音員：渡邊明乃）──防禦型
組織排名No.13，其髮形為綁著單馬尾。在北之戰亂中與所屬小隊的辛西亞是擔任吸引敵人目光的誘餌，帶領中所屬小隊對抗進犯的覺醒者，後死於銀眼獅王之手，戰死。
辛西亞（Cynthia，配音員：宮川美保）──防禦型
組織排名No.14，髮型為雙麻花辮。北之亂中隸屬薇若妮卡小隊，北之戰亂後倖存下來。追隨米莉雅等人策反組織，現前往聖都，解除了克蕾雅的封印。七人之中最擅長使用妖力同調來幫助夥伴進行再生，實力雖然不錯但主要仍是以回復夥伴傷勢為主
迪涅卜（Deneve，配音員：武田華）──防禦型
組織排名No.15，身高175cm，由於已經處於半覺醒狀態，擁有急速再生能力，與同期的海倫是朋友。在柏布魯山的男性覺醒者討伐戰中與米莉雅、克蕾雅等人結識。北之戰時隸屬溫蒂妮小隊，溫蒂妮戰死後繼承了他的劍，為倖存的七人戰士之一。追隨米莉雅等人策反組織，現前往聖都，解除了克蕾雅的封印。
伊萊莎
組織排名No.17，北之戰中隸屬珍小隊，戰死。
莉莉
組織排名No.18，北之戰中隸屬芙蘿拉小隊，戰死。
莙妮
組織排名No.20，北之戰中隸屬米莉雅小隊，戰死。
海倫（Helen，配音員：長澤美樹）──攻擊型
組織排名No.22，身高175cm，處於半覺醒狀態，擁有四肢伸縮的能力，性格上大開大放。與迪維是同期的好友。絕技為雙手伸縮的遠距攻擊，北之戰中隸屬於薇若妮卡小隊，為戰後倖存的七人戰士之一。追隨米莉雅等人策反組織，現前往聖都，解除了克蕾雅的封印。
薩爾達
組織排名No.24，北之戰中隸屬溫蒂妮小隊，戰死。
愛美莉雅
組織排名No.27，北之戰中隸屬珍小隊，戰死。
溫蒂
組織排名No.30，北之戰中隸屬芙蘿拉小隊，戰死。
塔帕莎（Tabitha（Tabatha），配音員：渡邊明乃）
組織排名No.31，髮形為單辮。北之戰中隸屬於米莉雅小隊，為戰後倖存的七人戰士之一。在妖力不解放的狀態下仍然可以探知到極微小的妖力，七人之中最擅長妖力探索，探索範圍也是最大的。
卡迪雅（Katea，配音員：河原木志穂）
組織排名No.32，與珍一同討伐澤高盧古堡妖魔時被達夫重傷，失控成為覺醒者，後被達夫所殺。
巴美拉
組織排名No.35，北之戰中隸屬薇若妮卡隊，戰死。
克勒迪雅
組織排名No.36，北之戰中隸屬溫蒂妮小隊，戰死。
娜特莉
組織排名No.37，北之戰中隸屬珍小隊，戰死。
卡露拉
組織排名No.39，北之戰中隸屬芙蘿拉小隊，戰死。
尤瑪（Uma（Yuma））──防禦型
組織排名No.40。在北方戰中隸屬米莉雅小隊，戰亂後倖存下來。 追隨米莉雅等人策反組織，現前往聖都，解除了克蕾雅的封印。七人之中最擅長將大劍做為投擲武器，也擁有僅次於辛西亞的妖氣同調再生的能力，雖然是七人之中最弱的，但其實力與新世代的排名個位數戰士有過之而無不及。
瑪捷露達
組織排名No.41，北之戰中隸屬薇若妮卡隊，戰死。
尤莉雅娜
組織排名No.43，北之戰中隸屬溫蒂妮小隊，戰死。
戴雅娜
組織排名No.44，北之戰中隸屬珍小隊，戰死。
克蕾雅（Clare，配音員：桑島法子）──攻擊型
參考主要人物的部分。
艾莉娜（Elena，配音員：川澄綾子）
是克蕾雅同期的好友，比克蕾雅早一步當上戰士，當感覺自身的界限到來時，送上黑之書，請求克蕾雅殺死自己，在訴說回憶後被克蕾雅斬殺。
琪爾杜
隸屬艾花小隊，駐守與北之境。與北之亂的覺醒者交戰，戰死。
露西雅
隸屬艾花小隊，駐守與北之境。與北之亂的覺醒者交戰，戰死。
拉琪露
與珍一同討伐澤高盧古堡妖魔時被殺。

### 迪妮莎時期的戰士（年幼的克蕾雅與迪妮莎相遇的時代）
泰瑞莎（Teresa）──攻擊型
參考主要人物的部分。
普莉西亞（Priscilla，配音員：久川綾）──攻擊型
參考主要人物的部分。
伊蕾涅（Irene，配音員：高山南）
身高180cm，擅長於右手，攻擊型。
組織排名No.3。在組織裡時被普莉西亞踢下排名第二的位置而位居第三，擅長手臂的部分覺醒，揮劍的速度近乎是無法以肉眼看清的，所以她的別名是高速劍的伊妮莉。曾奉組織之命率領索菲亞、諾愛爾及普莉西亞等人討伐泰瑞莎。普莉西亞覺醒後，左手被普莉西亞切斷，但僥倖未死。多年來克制自己的妖氣隱藏在荒野中，直到後來從歐菲莉雅手裡救了克蕾雅。她將高速劍的技巧傳授給克蕾雅後又把自己的右手給了克蕾雅，後遭組織派遣拉法愛拉討伐。最終話確認仍然存活，右手已重新長出。
索菲亞（Sophia，配音員：豐口惠）
身高175cm，擅長於右手，攻擊型。
組織排名No.4，別名臂力的蘇菲亞。在征討迪妮莎的任務中被覺醒的普莉西亞殺死。
諾愛爾（Noelle，配音員：竹内順子）
身高175cm，擅長於右手，攻擊型。
組織排名No.5，別名疾風的羅路亞。被覺醒後的普莉西亞殺死。
艾爾妲（Elda）
組織排名No.6。
拉法愛拉（ラファエラ，Rafaela）　配音員：雪野五月──攻擊型
組織前任的NO.02。因雙子"精神同調"的實驗失敗，導致了第三次的NO.01覺醒-露希愛拉成為深淵之人。此次事件讓組織損失一半以上的戰士，組織懼怕與露希愛拉有同等力量的拉法愛拉受到剌激，故而對拉法愛拉除名，使其隱居於山林之中。直至泰瑞莎討伐隊因普莉西拉的覺醒全滅，才被組織重新遊說加入。在北之亂後，失去其蹤影。若拉法愛拉還存活的話，是組織還在世的戰士中年紀最長者。北之亂後，菈法愛拉將親姊姊露希愛拉殺死，兩人成為融合體。其沉眠的融合體在覺醒成為"破壞神"的前一刻，拉法愛拉沉眠的意識被克蕾雅喚醒，並將其畢生的記憶、知識、情感都融合於克蕾雅的意識之中。

### 古拉利絲時期的戰士（北之亂七年之後的新世代）
阿莉希亞（Alicia）──特殊型
組織排名No.01，稱號為黑之亞莉斯亞，被喻為是歷代最強的戰士。與比茜是雙胞胎姊妹，穿著特殊的黑色裝備。在皮埃塔淪陷後，以覺醒體的狀態迎戰前來攻打組織的十數隻覺醒者，以壓倒性的實力在數分鐘將其全數擊倒，展現出超群的實力。現被組織派往西之地與貝絲一同討伐西之莉芙露。
因覺醒後的比茜對上普莉西拉而無招架之力，為了拯救妹妹，亞莉斯亞也覺醒，但仍被普莉西亞所殺。
比茜（Beth）──特殊型
組織排名No.02，與亞莉斯亞是雙胞胎姊妹，穿著特殊的黑色裝備。在皮埃塔淪陷後，與姐姐一同迎擊複數的覺醒者。在戰鬥中位於後方位置，以精神同調的方式控制著姐姐──亞莉斯亞的精神，以免其因覺醒而失控。副作用是戰鬥結束後，顯得非常虛弱。現被組織派往西之地與亞莉斯亞一同討伐西之莉芙露。
在討伐西之莉芙露時，拉花娜與露雪娜的融合體突然覺醒，被破壞者的碎片剌中身體而失控變成覺醒體，不知何原因與普莉西拉展開戰鬥，與姊姊亞莉斯亞聯手仍無法勝普莉西拉。
奧德莉（Audrey）──防禦型
組織排名No.03，絕技是柔之劍，可讓敵人的攻擊無效化，是完全防禦的招式。在討伐覺醒者時遇到西之深淵莉芙露，被莉芙路所擒，但被克蕾雅等幾名原北方戰士所救，加入米莉雅與同伴一同對抗組織。
米雅達（Miata）──攻擊型
組織排名No.04，擁有優越的第六感，即使對方完全沒有散發妖氣，能單靠第六感感應同伴的存在，而組織對她的評價也是出乎意料的高，雖然年幼、全無戰鬥經驗，卻擁有直迫No.1 之驚人實力，被視做繼亞莉絲亞後的下任NO.1的候選人。其年紀幼小且精神狀況不穩定，因此難以執行組織指令。對妖魔有異常之憎恨感，與菲絲娜有多少相似，對古拉利斯有種特別的牽絆，並把古拉利斯當作自己的母親，故與古拉利斯組隊。被組織派往追捕嘉拉迪雅，後被米莉雅等一行人所救，現與古拉利斯一同在聖城防守。
為對付怠惰的歐羅芭，在嘉拉迪雅與古拉利斯的精神操控下覺醒，外貌為雪白的人頭蛇身，擁有強大的威力，並與歐羅芭展開激戰。
在瀕臨失控幾乎變成覺醒者下，靠著古拉利絲超越身體極限拼命將其意識呼喚回來，成功將歐羅芭引到空曠地區與其他大劍聯手將其殲滅。
最後古拉利絲為免米亞達得知自己死訊後會精神崩潰而失控覺醒，在身體消散前把米婭達內心關於自己的記憶消除了。
戰後留在聖都成為了修女。
蕾珍（Rachel）──攻擊型
組織排名No.05，外型粗曠，絕技是鋼之劍。戰鬥的方式是讓劍插進地面拖行，藉以借力，可以產生平時不可能有的威力及高速斬擊，有著強大的威力，可擊破敵人的身軀。與奧德莉聯手對抗莉芙露時失敗被擒，後被克蕾雅等七劍所救，加入米莉雅與同伴一同對抗組織。
蕾妮（Renée）──防禦型
組織排名No.06，感知大範圍、遠距妖氣的能力出眾，是組織繼嘉拉迪雅之後的"眼"。初次登場後不久和拉基及普莉西亞相遇，並察覺普莉西亞的異常。在回組織的途中被深淵者「西方的莉芙路」俘虜，莉芙路想利用她的能力喚醒拉花娜和露雪娜融合的軀體。擔心被捲入而逃走，被莉芙路殺害。
阿納斯塔西婭（Anastasia）──攻擊型
組織排名No.07，稱號為「持羽者」，絕技可在空中漂浮時攻擊對手，並能用頭髮編織成結界警戒，奉組織之令防守極北之地，後被迪維一行人所救，加入迪維等一行人幫助米莉雅對抗組織與覺醒者，現與嘉拉迪雅所率領的大劍們保衛聖城。
狄特莉絲（Dietrich）──攻擊型
組織排名No.08，稱號為「追蹤者」。在討伐覺醒者時為迪維及海倫所救，後隨她們到伊士利所身處的城市。向迪維及海倫解釋組織正以惡魔“深淵吞噬者”狩獵覺醒者，並見證白銀之王-伊士利戰敗倒下的一刻，後幫助迪維一行人對抗襲擊聖都的覺醒者，後得知幼時襲擊故鄉的覺醒者正是組織所製造，加入迪維等一行人幫助米莉雅對抗組織與覺醒者。在第139話，與嘉拉迪雅的對話得知，曾經排名高達No.03.
蓮娜（Nina）──攻擊型
組織排名No.09。在北方監視該地覺醒者的討伐隊隊長，絕技是秘劍追影，施展後可以一直跟著對手的妖氣不放，但此期間需要同伴來保障自身安全。所屬小隊被覺醒者擊敗後，由隱居北方的七劍將其救出。加入迪維等一行人幫助米莉雅對抗組織與覺醒者。
拉芙提拉（Raftela）──特殊型
組織排名No.10。主要對付反叛的戰士，具有感官支配與動搖對手精神深層的能力，後因背叛組織被刺成重傷，幫助米莉雅及現役戰士對抗組織與覺醒者。
古拉利絲（Clarice）
組織排名No.47，頭髮的顏色未能完全褪下，而且未能隨外界溫度調整體溫。在北之戰七年後被派到北之地討伐覺醒者，被米莉雅等人所救。目前除了照顧NO.04米雅達以外，也被組織派往追捕嘉拉迪雅。膽子很小，可是在危急關頭卻會有令人出乎意料的表現，後被米莉雅等一行人所救，現與米雅達一同在聖城防守。
為對付怠惰的歐羅芭，讓米雅達覺醒加強戰力，並與嘉拉迪雅一同以精神操控的方式控制覺醒後的米雅達。
最後為將瀕臨失控的米雅達的意識呼喚回來，將妖力使用置最大極限，導致身體無法負荷，最後灰飛煙滅。

### 北之亂後倖存的戰士（七劍）
克蕾雅（Clare，配音員：桑島法子）──攻擊型
本作的主角，繼承了迪妮莎的血肉、伊莉妮的右臂及高速劍與芙羅拉的風斬絕技，而後在西之地拉花娜的融合體覺醒之前，得到了拉花娜一切的記憶，後與生命捕食者融合與普莉西亞爆發激戰，並一同化為結晶，後得基拉喚醒，現已復甦。
米莉雅（Miria，配音員：井上喜久子）──攻擊型
北之亂時統率24名戰士對抗北之地將近30隻覺醒者的領導人，因其計謀保存了僅存的隊員。在北方隱居的七年時間，修練了新幻影絕技，速度稍稍下降，但沒有使用的時間、次數限制。同時也是戰士中最早得知組織核心秘密之人。趁組織將比茜、亞莉西亞調往西邊森林討伐深淵之人時，孤身一人攻入組織位於東之境的本部，打算一舉擊滅組織。但被下一世代的雙子戰士與No.10拉芙提拉聯手擊敗，帶領現役大劍們擊敗組織後，前往聖都，解除了克蕾雅的封印後，現正率領大劍們與覺醒者們聯手阻止卡桑德拉與普莉西亞會合。
海倫（Helen，配音員：長澤美樹）──攻擊型
七劍之一，在北方戰亂中存活下來，擁有四肢能任意伸縮的能力，有著大開大放的性格。修練了前No.9戰士珍的絕技「螺旋劍」，可在極短的時間發動螺旋突剌剌穿敵人。海倫的螺旋劍並可於戰鬥中隨心使用。
迪維（Deneve，配音員：武田華）──防禦型
七劍之一，在北方戰亂中存活下來，繼承了前No.11戰士溫蒂妮的Claymore，此後修練了溫蒂妮的雙刀流，擁有解放妖力修復嚴重損傷的自體絕技。與海倫的個性相反，性格上較冷靜與謹慎。
辛西亞（Cynthia，配音員：宮川美保）──防禦型
七劍之一，在北方戰亂中存活下來，髮型為綁著雙辮，擅常說服同伴並以客觀態度的分晰事物。北之亂後學會了妖氣同調修復同伴受傷的部位，並輔助其進行治療。
塔巴莎（Tabitha（Tabatha），配音員：渡邊明乃）──防禦型
七劍之一，在北方戰亂中存活下來，擁有感知妖氣的能力，身為七劍中的"眼"，負責遠距離監視。進駐聖都之後，改變了髮型，將單辮盤成髮髻。
尤瑪（Uma（Yuma））──防禦型
七劍之一，在北方戰亂中存活下來，隱居的這七年中，實力大幅度的上昇，以一敵三的情況下，輕易的將組織現役的戰士No.14等三人擊敗。七人中唯一擁有遠程投擲技能，現學會妖氣同調與修復能力。

### 深淵者
莉芙路（Riffle，配音員：水樹奈奈）
支配西方，又稱「西方的莉芙路」。為最快登上No.1寶座，且最年輕即覺醒的初代女戰士。覺醒後樣貌為能控制扁平狀觸手的巨大形象，其區域攻擊威力不凡。面對伊士利所統領的複數覺醒者時，單以一擊就輕易擊倒：壓倒性的表現出深淵者與一般覺醒者的巨大差異。其後被組織的深淵吞噬者追擊及艾莉西亞夾擊, 再被露雪娜拉花娜的融合體重傷。逃走時再度遇上艾莉西亞及深淵吞噬者追擊而受重傷，最後被普莉西亞殺害。三位深淵之人至此全滅，結束深淵者的時代。
在漫畫136話中和普莉西拉戰鬥，原本只有下半身的殘骸重新生長出了上半身並且擁有達夫的能力，但原因不明；能發射出高硬度的棒形飛針是她的新招式，對普莉西亞有嚴重的仇恨心。
伊士利（Isley，配音員：遊佐浩二）
支配北方，又稱「白銀之王」或「北方的伊士利」。第一位成為深淵者的覺醒者。覺醒後成為半人馬的形狀，除了雙手能因應戰鬥而變化成──槍、弓箭、盾、斧、劍、爪等各種武器，擁有比起一般覺醒者都還巨大的身軀，以及高速移動力。後來收伏北方的男性覺醒者，並發動北之亂，對組織與西之莉芙露展開攻擊。
北之亂後定居於南方之地，數年後將普莉西亞託付給拿基。自己隱居在南方的城鎮中，後與組織派出之深淵吞噬者交戰，最後不敵，身受重傷的伊士利最後殞命於南方的大地之上。
露雪娜（Luciela）
支配南方，又稱「南方的露雪娜」，是三位深淵者中最晚覺醒的。原為前女性戰士時期的No.1，在精神同調實驗中未能被妹妹拉花娜控制而覺醒成為深淵者。覺醒後外型為雙尾貓，擁有兩條強而有力的尾巴能防禦攻擊，身體還遍布能防禦物體攻擊的利嘴。
面南下的伊士利發生戰鬥，力戰不敵體力耗盡無法維持覺醒體而逃走。被其妹妹拉花娜所殺，拉花娜死後與露雪娜的身體融合。其沉眠於精神深處的意識被外力剌激而甦醒，融合體覺醒成為了「雙子破壞神」，後與克蕾雅融合，與普莉西亞一同化為結晶，待米莉雅等人來解除封印救出克蕾雅後再度與普莉西亞爆發激戰。

### 其他覺醒者
達夫（Dauf，配音員：濱田賢二）
原No.3的男戰士，攻擊型。因和伊士利、里加魯特等人反目而離開。現在是莉芙路的情人，聽命於莉芙路，後被吞噬者重傷，最後為幫被殺的莉芙路復仇，自願與破壞者同化，不敵普莉西亞被殺。
里加魯特（Rigardo，配音員：優希比呂）
原No.2的男戰士，攻擊型。黑髮的覺醒者，外號是「銀眼獅王」（銀眼の獅子王）。運動速度極快，在北方之役中秒殺數名小隊隊長。最後被處於半覺醒狀態的克蕾雅殺死。
柏布魯山的覺醒者（配音員：宮本充）
克蕾雅初次遭遇的男覺醒者，由米莉雅、克蕾雅等人組成的小隊討伐。
哥蘭勞町的覺醒者（配音員：茅原實里）
原排名個位數戰士的覺醒者。人類形態為黑色長髮的女性。被歐菲莉雅斬下頭顱死亡。
阿嘉莎（Agatha）
原No.2的覺醒者，號稱「鮮血的阿嘉莎」（鮮血のアガサ）。
潜伏在聖都。嘉拉迪雅特意引米雅達前來使其現出本體。原本嘉拉迪雅希望借助米雅達之力消滅阿嘉莎，不料米雅達一直以嘉拉迪雅為攻擊對象，使嘉拉迪雅陷入了苦戰。
之後米雅達雖最終把注意力轉向阿嘉莎，可是也身置險境之中，幸好七年前的北方戰士們及時出現。在米莉雅她們的配合下，擊敗阿嘉莎，最後克蕾雅以高速劍將其殺死。
羅斯瑪麗（Rosemary）
前任的No.01，泰莉莎成為戰士之後，羅斯瑪麗的排名降下成No.02，對泰莉莎一直懷有敵對意識。在其身為戰士的界限來臨之時，以黑之書誘使泰莉莎來到哥達魯之丘，並以覺醒體之身展開攻擊，但仍不敵泰莉莎解放妖力後的力量，被殺。
希露達（Hilda）
前任的No.06，也是米莉亞的同期好友。在其身為戰士的界限來臨之時成為覺醒者，被米莉亞與歐菲莉雅率隊討伐，在沒有解放妖力的情況下被米莉亞所殺。希露達的死是促使米莉亞反叛組織的最大原因。
克洛諾斯（Cronus）
原NO.4的男戰士，因失去理智而覺醒。常年收集組織與深淵者的情報，現出現在聖都外，等待目睹普莉西亞的身姿，後因卡桑德拉意識本體甦醒，威力大增，不得不加入戰局，而與拉茲一起覺醒加入戰局一同阻止卡桑德拉。
拉茲（Latz）
原NO.6的男戰士，因失去理智而覺醒。常年收集組織與深淵者的情報，現出現在聖都外，等待目睹普莉西亞的身姿，後因卡桑德拉意識本體甦醒，威力大增，不得不加入戰局，而與克洛諾斯一起覺醒加入戰局一同阻止卡桑德拉。
奧克塔維亞（Octavia）
原NO.2覺醒者。號稱「沛艾的奧克塔維亞（沛艾のオクタビア）」，覺醒後為半人馬外型，手可變化為鞭子攻擊敵人，擁有驚人的威力及運動力，長年收集組織與深淵者的情報，現出現在聖都外，等待目睹普莉西亞的身姿，現率領數名覺醒者與米莉雅等人一起阻止卡桑德拉與普莉西亞會合。
【註：「沛艾」原意為馬頭搖動貌】
歐羅芭（Europa）
覺醒者。號稱「怠惰的歐羅芭（怠惰のエウロパ）」，能力是裝死，即使被斬下首級也不會死亡，其性格就如號稱一般，在戰鬥中感到厭煩就會裝死，覺醒後為一顆球型，擁有眾多宛如鋸子般的觸手，攻擊力異常強大，被克洛諾斯稱做在場覺醒者之中最接近深淵的人。
因受不了覺醒後的飢餓感，前往聖城找尋食物（人的內臟），與守衛聖城的大劍們發生激烈戰鬥，現與覺醒後的米雅達發生激戰。
行動極為迅捷靈敏，擅長在巷道等狹窄等地方進行戰鬥，幾乎將米雅達逼至失控，最後被米雅達及其他大劍引到空曠地區消滅。
深淵吞噬者
使用覺醒者的血肉製造而成，由於它們本身也是覺醒者，故稱為深淵吞噬者。外型為人類女性的身體，雙眼與嘴巴被線縫合。人數最初為11人，本身不具有自我意識，只會追蹤、攻擊組織設定的目標，實力極強，身體可以變成任意形狀，受損後會在一定時間內快速再生，當一場戰鬥死亡數超過5隻就會自動撤退，並朝不同方向逃跑讓敵人無法追殺，由於自身不散發妖氣因此也無法讀取妖氣。

### 歷代No.1三戰士
希絲特麗雅（Hysteria）
前任的No.01，稱號是流麗的希絲特麗雅，擅長使用華麗的技巧擊敗敵人，招式與米莉雅的幻影相同但更勝一籌，與米莉雅交戰、其後被對捨命一擊而戰敗，隨即成為覺醒者。
自尊心極高，對沒有拔劍的對方沒有興趣，若被忽視會變得極憤怒。覺醒後與迪維等一行人交戰，被米莉雅挑釁，決意要在空戰中打敗米莉雅，因而被引到卡桑德拉和蘿克珊交戰的地方。長出翅膀後的希絲特麗雅在空中飛行的速度絲毫不落於地上疾走的速度，但無法追上集合了眾人妖力作彈台的米莉雅，在急躁地追趕米莉雅時被蘿克珊的飛刃打中，再被卡桑德拉擊中倒地。
米莉雅準備給予最後一擊時，回想在洛克威爾之丘的虐殺事，當年因接近覺醒邊緣而成了組織討伐目標，被大量戰士圍攻，被當時的No.04羅斯瑪麗刺穿喉嚨而死。但之前其實已經受到剛剛成為戰士就得到個位排名的迪妮莎重創，對於當時年幼的迪妮莎，在一眾因驚恐而圍攻自己的戰士之中，唯一帶著嬉皮笑臉的她感到強烈的不安。死後從屍體出現了普莉西拉的殘留思念體，之後消散。
卡桑德拉（Cassandra）
前任的No.01，與羅克珊為相同時代，實力遠超當時的no.2。從未有人見過其如何戰鬥，被其討伐的覺醒者定必被碎屍。雖然有No.1 級數的妖力，但劍技其實只有No.5 左右的程度，其本人真正的實力是在於獨特而詭異的劍招，把自己的頭部及身體當成鐘擺重複搖晃，借助離心力令身體在貼近地面位置揮劍，有效地斬斷對手的雙腳，對手失去支撐點後繼續被斬斷其餘部份，死狀慘絕人寰，對付習慣以雙腳立足在地上的人型敵人是極其優秀的招數。卡桑德拉早年無意中練成此招，被其他戰士側目，自此決定不再與其他戰士組隊討伐覺醒者，行事變得孤僻。

本來並無稱號，後來被蘿克珊偷窺到其劍招，被對方暗嘲劍招不堪入目，有如食塵吃土，被硬塞「食塵者」的稱號。 之後因好友被蘿克珊故意的見死不救而慘死在覺醒者手上，情緒失控，意圖斬殺蘿克珊爲好友報仇，卻因蘿克珊預先通報組織而被在場的眾組織戰士圍攻，給予其最後一擊的就是蘿克珊。 復活後在記憶模糊的情況下與其餘兩位一同復活的前No.1迎戰以米莉雅為首的一眾戰士，並使出食塵劍技把一眾新世代個位數戰士逼至絕境，正要痛下殺手之際被No.10 之精神同調干擾，回憶起與蘿克珊過去的恩怨，隨即失控成為覺醒者，把蘿克珊打至落花流水。蘿克珊其後覺醒再與其一戰，但戰術被看穿，在蘿克珊的飛刃消耗殆盡後將對方擊倒並吞噬。面對剛擊敗希絲特麗雅的米莉雅眾人時，沒有作出攻擊轉身離去。由於是以普莉西亞斷肢的妖氣作為復活的基礎，被封印中的普莉西亞牽引至其所在的聖都，並與米莉雅率領的大劍及奧克塔維亞所率領的覺醒者於聖都外爆發激戰。
在漫畫136話內的描述，她已經被普莉西拉的斷去的右手一部份完全控制了身體，自我精神意識完全失去，即使尤瑪一行三人如何用精神同調，也沒法將意識拉出來，在與覺醒者的戰鬥中她的面貌也已經變成了普莉西拉的樣子。
之後在最後5只覺醒者和克雷雅等人的聯合攻擊下，破去了普莉西拉的精神控制，取回身體控制權反而回復原有實力，原來占有優勢的覺醒者們被壓制。
及後在米莉雅及其他覺醒者誘導下到達普莉西拉所在地，聯同眾人一同圍攻普莉西拉，最後普莉西拉在古莉雅及拿基聯合劍技下被斬成碎片。
然而普莉西拉在瀕死之際捕食卡桑德拉並吸收，之後在覺醒成迪妮莎的古莉雅用言語刺激要求單挑下，脫離了普莉西拉。之後與迪妮莎展開一對一的決鬥。雖然最終不敵，卻得到迪妮莎的高度讚賞。最後一臉滿足地從迪妮莎手上得到解脫。
蘿克珊（Roxanne）
前任的No.01，卡桑德拉死後才登上No.1 , 但實力始終是No.2 的水平。稱號是愛憎的蘿克珊，擅長類似妖氣同調及模仿對手招式的能力，更可以消去目標人物對自己妖氣的感應，完全隱藏於目標人物的視野及觀感之中。被變成覺醒者的卡桑德拉擊敗而失控成為覺醒者，與卡桑德拉交戰，但被卡桑德拉擊敗。
能同時放出大量飛刃，進行全方位的範圍攻擊，但飛刃放出後不能即時回復，因此攻擊次數有限，被卡桑德拉看穿戰術，用盡飛刃後被卡桑德拉擊倒吞噬。

## 設定

### 排名與符號

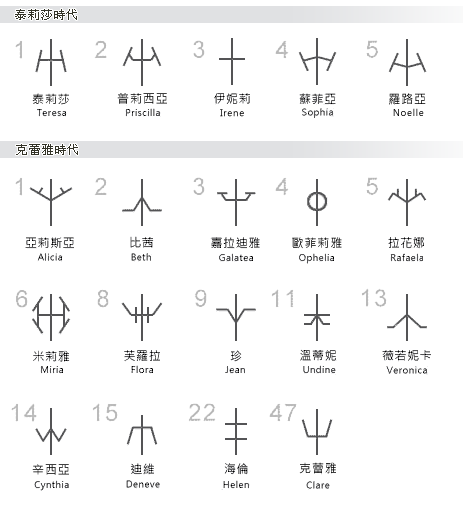

戰士的排名是將故事所在的大陸粗分為47區，基本上組織會盡量維持47個戰士，每一區由一位戰士來負責，如果有人覺醒或死亡才從訓練生中挑選成為戰士，再依照實力作排名。

### 大劍的種類
大劍分為三種：攻擊型、防禦型、特殊型。
類型取決於【被植入妖魔血肉時】對斬殺妖魔的心態，如果有強烈手刃妖魔之報復心理，則是攻擊型。如果是較為希望保命求生則為防禦型。
攻擊型的妖力是最強的，戰力最高。位於上位的大劍大多數是此類型。特別是頭五名之內。第一名的大劍十之八九均是此類。一般而言，攻擊型戰士會較同級之防禦型戰士強。除此之外，最大的分別是在戰鬥中如果出現肢體折斷，攻擊型戰士一定要在傷口痊癒前完成接合，否則事後就算解放妖力傾力治療，都要用數個月時間才長出四肢，而且力氣強度只會有一般人類水平，連大劍都握不上，對戰士而言等同永久傷殘。
防禦型的妖力比不上攻擊型，但擁有快速的自我治療能力，戰鬥中之小傷可以馬上治療近乎無視。就算手腳被完全斬斷粉碎，都可以藉解放妖力把斷肢重生，雖然極為消耗妖力而且可能導致覺醒。
特殊型的大劍有兩類，第一類是雙子型，此類型的大劍通常是一對姊妹組成的。一個以覺醒者姿態在前方戰鬥，一個在後方負責精神同調防止前方大劍同胞的失去控制，此類型大劍也是位於上位排名。第二類型和妖力高低沒有關係，只是有特殊的能力，例如控制對方的行動，使其攻擊出現誤差。
覺醒者全數俱有自我再生的能力，不論他們原先是何種類型的大劍戰士。但自我再生的能力依個體能力差異而定。覺醒妖魔與人類完全不同，覺醒過程會有劇痛與強烈快感，從身體的每個毛孔同時排出所有體液，覺醒後會想吃內臟。

### 妖力釋放程度
| 妖力釋放程度 | Claymore 體變狀態 |
| ------------ | ----------------- |
| 10%          | 眼睛顏色改變      |
| 30%          | 面容改變          |
| 50%          | 身體變化          |
| >80%         | 變成覺醒者        |

## 出版書籍
| 卷數 | 標題           | 集英社        | 集英社                 | 長鴻出版社     | 長鴻出版社           |
| 卷數 | 標題           | 發售日期      | ISBN                   | 發售日期       | EAN                  |
| ---- | -------------- | ------------- | ---------------------- | -------------- | -------------------- |
| 1    | 銀眼的斬殺者   | 2002年1月5日  | ISBN 4-08-873220-0     | 2003年5月13日  | EAN 471-0765-17241-1 |
| 2    | 絕佳的暗處     | 2002年5月1日  | ISBN 4-08-873266-9     | 2003年7月22日  | EAN 471-0765-17696-9 |
| 3    | 微笑的泰莉莎   | 2002年11月1日 | ISBN 4-08-873343-6     | 2003年10月13日 | EAN 471-0765-17811-6 |
| 4    | 死者的烙印     | 2003年5月1日  | ISBN 4-08-873426-2     | 2004年5月19日  | EAN 471-0765-18367-7 |
| 5    | 砍殺小組       | 2003年11月4日 | ISBN 4-08-873529-3     | 2004年6月19日  | EAN 471-0765-18534-3 |
| 6    | 無止盡的墓碑   | 2004年4月30日 | ISBN 4-08-873603-6     | 2005年5月10日  | EAN 471-0765-19247-1 |
| 7    | 戰鬥的資格     | 2004年11月4日 | ISBN 4-08-873675-3     | 2005年11月1日  | EAN 471-0765-19889-3 |
| 8    | 魔女的顎門     | 2005年4月28日 | ISBN 4-08-873814-4     | 2006年4月6日   | EAN 471-0765-20297-2 |
| 9    | 深淵的煉獄     | 2005年11月4日 | ISBN 4-08-873878-0     | 2006年5月10日  | EAN 471-0765-20366-5 |
| 10   | 北之戰亂       | 2006年5月2日  | ISBN 4-08-874103-X     | 2007年1月18日  | EAN 471-0765-20953-7 |
| 11   | 樂園的血族     | 2006年11月2日 | ISBN 4-08-874281-8     | 2007年11月20日 | EAN 471-0765-21882-9 |
| 12   | 靈魂同在       | 2007年4月4日  | ISBN 978-4-08-874348-6 | 2007年12月12日 | EAN 471-0765-21960-4 |
| 13   | 起而對抗之人   | 2007年10月4日 | ISBN 978-4-08-874430-8 | 2008年10月8日  | EAN 471-2805-82774-9 |
| 14   | 天真凶刃       | 2008年5月2日  | ISBN 978-4-08-874516-9 | 2008年10月20日 | EAN 471-2805-82798-5 |
| 15   | 戰爭的履歷     | 2008年12月4日 | ISBN 978-4-08-874597-8 | 2009年8月24日  | EAN 471-1552-44501-5 |
| 16   | 大地的鬼哭     | 2009年5月1日  | ISBN 978-4-08-874668-5 | 2009年9月3日   | EAN 471-1552-44531-2 |
| 17   | 記憶的爪牙     | 2009年11月4日 | ISBN 978-4-08-874742-2 | 2010年3月23日  | EAN 471-3469-35070-3 |
| 18   | 羅德列克的灰燼 | 2010年7月2日  | ISBN 978-4-08-870038-0 | 2010年11月23日 | EAN 471-3469-35639-2 |
| 19   | 幻影於胸       | 2010年12月3日 | ISBN 978-4-08-870134-9 | 2012年6月23日  | EAN 471-5409-85073-1 |
| 20   | 魔爪的殘渣     | 2011年6月3日  | ISBN 978-4-08-870241-4 | 2012年12月4日  | EAN 471-5409-85406-7 |
| 21   | 魔女之駭       | 2011年12月2日 | ISBN 978-4-08-870347-3 | 2013年10月16日 | EAN 471-5409-86119-5 |
| 22   | 深淵的爪牙     | 2012年6月4日  | ISBN 978-4-08-870434-0 | 2014年1月2日   | EAN 471-5409-86221-5 |
| 23   | 戰士的烙印     | 2012年12月4日 | ISBN 978-4-08-870557-6 | 2014年5月8日   | EAN 471-5409-86493-6 |
| 24   | 冥府的軍勢     | 2013年6月4日  | ISBN 978-4-08-870688-7 | 2014年9月11日  | EAN 471-5409-86710-4 |
| 25   | 暗淵之劍       | 2013年12月4日 | ISBN 978-4-08-870858-4 | 2014年10月15日 | EAN 471-5409-86772-2 |
| 26   | 來自彼方之刃   | 2014年6月4日  | ISBN 978-4-08-880076-9 | 2015年7月11日  | EAN 471-5409-86828-6 |
| 27   | 銀眼的戰士們   | 2014年12月9日 | ISBN 978-4-08-880228-2 | 2015年10月7日  | EAN 471-5409-86955-9 |

銀之斷章（CLAYMORE 銀の断章）〈週刊少年JUMP特別總集篇增刊〉
『MJ』休刊後到『SQ』創刊號期間所刊行的3冊總集篇雜誌。章節間插入講述有關「銀の断章」、「組織」内部情報的報告形式設定資料集「討妖錄」、另收錄漫画家：黒輪ビビコ所繪的四格漫畫。
| 冊數 | 期刊           | 集英社        | 集英社          | 集英社 |
| 冊數 | 期刊           | 發售日期      | ASIN            |        |
| ---- | -------------- | ------------- | --------------- | ------ |
| 1    | 2007年 9/20号  | 2007年8月9日  | ASIN B000UE0I7G |        |
| 2    | 2007年 10/20号 | 2007年9月7日  | ASIN B000VH1VYQ |        |
| 3    | 2007年 11/15号 | 2007年10月4日 | ASIN B000WC3L52 |        |

CLAYMORE画集 Memorabilia
- 2010年7月7日發售 ISBN 978-4-08-782284-7

## 電視動畫
2007年4月3日開始每週四深夜25:26於日本電視台播放，於2007年9月25日播畢。全26話，前24話的故事内容源自於漫畫原作的前十一冊，不過最後兩話採用了原創劇情。

### 工作人員
- 原作：八木教廣（集英社《月刊少年Jump》連載）
- 企畫：藤本鈴子、平山博志
- 企畫協力：集英社「月刊少年Jump」編集部
- 導演：田中洋之
- 系列構成：小林靖子
- 演出：佐藤雄三
- 人物設計：梅原隆弘
- 總作畫監督：梅原隆弘、高田晴仁、Kim Dong joon
- 美術監督：緒續學
- 美術設定：須江信人
- 色彩設計：大野春惠
- 攝影監督：Oh Seong ha、Lee Suk bum
- 編集：寺內聰、河西直樹
- 音響監督：本田保則
- 音響效果：長谷川卓也
- 音樂製作人：千石一成
- 音樂：宅見將典
- 音樂協力：日本電視台音樂、VAP、愛貝克思娛樂
- 製作人：中谷敏夫、田村學、丸山正雄
- 助理製作人：小林三紀子
- 動畫製作人：高橋亮平
- 動畫製作協力：DR MOVIE
- 動畫製作：MADHOUSE
- 製作著作：「CLAYMORE」製作委員会（日本電視台、D.N. Dream Partners、Vap Inc.、avex entertainment inc.、MAD house）

### 主題歌
片頭曲
作詞、作曲：咲人，編曲、歌：NIGHTMARE
片尾曲
作詞、歌：小坂梨由，作曲：LOVE+HATE，編曲：鳴瀨修平、LOVE+HATE、中川幸太郎

### 各話列表
| 話數    | 日文標題 | 中文標題       | 劇本     | 分鏡       | 演出         | 作畫監督                                | 播出日期      |
| ------- | -------- | -------------- | -------- | ---------- | ------------ | --------------------------------------- | ------------- |
| SCENE01 |          | 大劍─CLAYMORE─ | 小林靖子 | 山崎和男   | 田中洋之     | 梅原隆弘                                | 2007年 4月3日 |
| SCENE02 |          | 黑函           | 小林靖子 | 佐藤雄三   | 若林漢二     | 張喜圭                                  | 4月10日       |
| SCENE03 |          | 虛幻的暗影     | 西田大輔 | 森田浩光   |              | 張吉容                                  | 4月17日       |
| SCENE04 |          | 克蕾雅的覺醒   | 西田大輔 | 森田浩光   | 金東俊       | 金東俊                                  | 4月24日       |
| SCENE05 |          | 微笑的泰莉莎   | 筆安一幸 | 伊藤智彥   | 李學彬       | 李延吉                                  | 5月1日        |
| SCENE06 |          | 泰莉莎與克蕾雅 | 筆安一幸 | 森田浩光   | 金鐘學       | 張喜圭                                  | 5月8日        |
| SCENE07 |          | 死者的烙印     | 筆安一幸 | 濱崎博嗣   | 金紀杜       | 金紀杜                                  | 5月15日       |
| SCENE08 |          | 覺醒           | 西田大輔 | 蘆野芳晴   | 張吉容       | 張吉容                                  | 5月22日       |
| SCENE09 |          | 斬殺之眾 I     | 小林靖子 | 森田浩光   | 末田宣史     | Eom,Sang-yong、張喜圭                   | 5月29日       |
| SCENE10 |          | 斬殺之眾 II    | 筆安一幸 | 佐藤雄三   | 金東俊       | 金東俊                                  | 6月5日        |
| SCENE11 |          | 斬殺之眾 III   | 小林靖子 | 森田浩光   | Kim,Yong-ho  | 張吉容、李東旭                          | 6月12日       |
| SCENE12 |          | 永生的墓碑 I   | 筆安一幸 | 浜崎博嗣   | 李學斌       | 李延吉                                  | 6月19日       |
| SCENE13 |          | 永生的墓碑 II  | 小林靖子 | 大久保富彥 | 金敏宣       | 張喜圭、Song,Jin-hee                    | 6月26日       |
| SCENE14 |          | 戰鬥的資格     | 筆安一幸 | 吉田徹     | 嚴上鎔       | 嚴上鎔                                  | 7月3日        |
| SCENE15 |          | 魔女的顎門 I   | 小林晴子 | 森田浩光   | Lee Ha-se    | 李性距、張真士                          | 7月10日       |
| SCENE16 |          | 魔女的顎門 II  | 筆安一幸 | 大久保富彥 | 金鐘學       | 櫂林正、金鐘憲                          | 7月17日       |
| SCENE17 |          | 魔女的顎門 III | 西田大輔 | 林秀夫     | 馬勝距       | 張喜圭、馬勝距                          | 7月24日       |
| SCENE18 |          | 北方戰亂 I     | 西田大輔 | 大久保富彥 | 金東俊       | 金東俊                                  | 7月31日       |
| SCENE19 |          | 北方戰亂 II    | 筆安一幸 | 中村亮介   | 李學斌       | 李廷吉                                  | 8月7日        |
| SCENE20 |          | 北方戰亂 III   | 小林晴子 | 森田浩光   | 金站宣       | 宋政真                                  | 8月14日       |
| SCENE21 |          | 侵佔皮埃塔 I   | 筆安一幸 | 芦野芳晴   | Cho,Yong-joo | 李性距、Seo,Jong-guk                    | 8月21日       |
| SCENE22 |          | 侵佔皮埃塔 II  | 西田大輔 | 笹木信作   | 朴湊景       | 張喜圭、櫂林正                          | 8月28日       |
| SCENE23 |          | 臨界點 I       | 筆安一幸 | 大久保富彥 | 馬勝焙       | 張吉容                                  | 9月4日        |
| SCENE24 |          | 臨界點 II      | 西田大輔 | 林秀夫     | 金東俊       | 金東俊                                  | 9月13日       |
| SCENE25 |          | 為了誰         | 小林靖子 | 淺香守生   | 李學斌       | 李廷吉                                  | 9月18日       |
| SCENE26 |          | 受繼者         | 小林靖子 | 田中洋之   | 田中洋之     | 梅原隆弘、金東湜、張吉容 金紀杜、禹勝旭 | 9月24日       |

### 播放電視台
日本深夜動畫：下文記載的日本国内播放時間使用日本標準時間（UTC+9）表示。因為部分時間标识會採用30小时制，因此請留意这类超过24:00的时间，其實際播放時間為翌日清晨。
| 播放地方   | 播放電視台       | 播放日期                     | 播放時間                  | 所屬聯播局 | 備註   |
| ---------- | ---------------- | ---------------------------- | ------------------------- | ---------- | ------ |
| 關東廣域圈 | 日本電視台       | 2007年4月3日－9月25日        | 星期二 25時26分－25時56分 | 日本新聞網 |        |
| 北海道     | 札幌電視台       | 2007年7月16日－2008年1月14日 | 星期一 25時31分－26時01分 | 日本新聞網 |        |
| 日本全國   | 日視Plus&Science | 2007年11月2日－2008年4月25日 | 星期五 22時30分－23時00分 | 衛星電視   |        |
| 日本全國   | AT-X             | 2011年9月8日－2012年3月1日   | 星期四 8時00分－8時30分   | 衛星電視   | 有重播 |

## 映像週邊
- Claymore: The Complete Series Box Set（DVD） (美國版) （推出日期:2009-10-27）
  - （UPC條碼:704400074479）

- Claymore: Complete Series Box Set (藍光) (美國版) （推出日期:2010-02-16）
  - （UPC條碼:704400074486）

- Claymore Blu-ray BOX (4隻藍光+CD)(日本版) （推出日期:2013-02-27）
  - （AVXA-49996）

## 音樂CD

### 單曲
主題曲
- Raison d'tre （レゾンデートル） （2007年6月6日發售）
  - VPCC-82607/VPCC-82608/VPCC-82609（初回盤）
  - VPCC-82277（通常盤）
  - VPCC-82218（特別插畫封袋仕様盤）

片尾曲
- 斷罪之花 ～Guilty Sky～（2007年5月30日發售） AVCA-26297/ AVCA-26298

### 原聲帶
- CLAYMORE TV Animation O.S.T.（2007年7月25日發售） AVCA-26398

### 歌唱專輯
- CLAYMORE INTIMATE PERSONA 〜角色歌曲集〜（2007年9月27日發售） VPCG-84863

這些歌曲在動畫中並未使用。

## 電子遊戲
CLAYMORE 銀眼之魔女
平台：任天堂DS
類型：動作 ADV
製作：Digital Works Entertainment
發售日：2009年5月28日

## 外部連結
- 『CLAYMORE』公式サイト：CLAYMORE.com （页面存档备份，存于），作品的官方網站。（日語）
- CLAYMORE　-月ジャンネット-，月刊少年Jump 官方網站。（日語）
- S-MANGAクレイモアサイト，S-MANGA 官方網站。（日語）
- 日テレ・ホームページ （页面存档备份，存于），日本電視台 官方網站。（日語）